# Sędzimir
Sędzimir, Sędomir – staropolskie imię męskie, złożone z członu Sędzi- („sądzić”) oraz członu -mir („pokój, spokój, dobro”). Być może oznaczało „ten, komu sądzone jest życie w pokoju”. Od tego imienia, występującego w całej Słowiańszczyźnie (por. czes., rus. i serbsko-chor. Sudomir) pochodzi nazwa miasta Sandomierz. 
Poświadczone w polskich źródłach w 1304, później rzadkie i takim pozostaje  W styczniu 2024 w rejestrze PESEL, wśród publicznie dostępnych danych dotyczących osób żyjących, wykazano 9 mężczyzn o imieniu Sędzimir nadanym jako imię pierwsze.
Sędzimir imieniny obchodzi 4 lipca i 20 listopada.
Od imienia pochodzą nazwiska: Sędzimir, Sendzimir oraz nazwa miejscowa Sędzimierz.
Podobne imiona staropolskie: Sędzisław, Sędziwuj itp.

## Mężczyźni noszące imię Sędzimir
- Sędzimir Klimaszewski – zoolog.